# Kristy Wright
Kristy Wright (ur. 14 lipca 1978 w Sydney) – australijska aktorka filmowa i telewizyjna, prawdopodobnie najbardziej znana z roli Moteé w filmie Gwiezdne wojny: część III – Zemsta Sithów.

## Wybrana filmografia
- 1995–1999, 2005: Zatoka serc – Chloe Richards
- 2001: Zaginiony świat – Ana Pisaro
- 2002: Władca zwierząt – Bianna
- 2005: Gwiezdne wojny: część III – Zemsta Sithów – Moteé